# Costa Borchgrevink
|  |

La costa Borchgrevink (en inglés, Borchgrevink Coast) es el sector más septentrional de la costa de la Tierra de Victoria sobre el mar de Ross en la Antártida. Se extiende desde el cabo Adare (70°30′S 164°09′E / -70.500, 164.150) en el extremo norte de la península Adare, límite con la costa Pennell y punto de inicio del mar de Ross, hasta el cabo Washington (74°39′S 165°25′E / -74.650, 165.417), que separa las bahías Wood y Terra Nova y es el límite con la costa Scott.

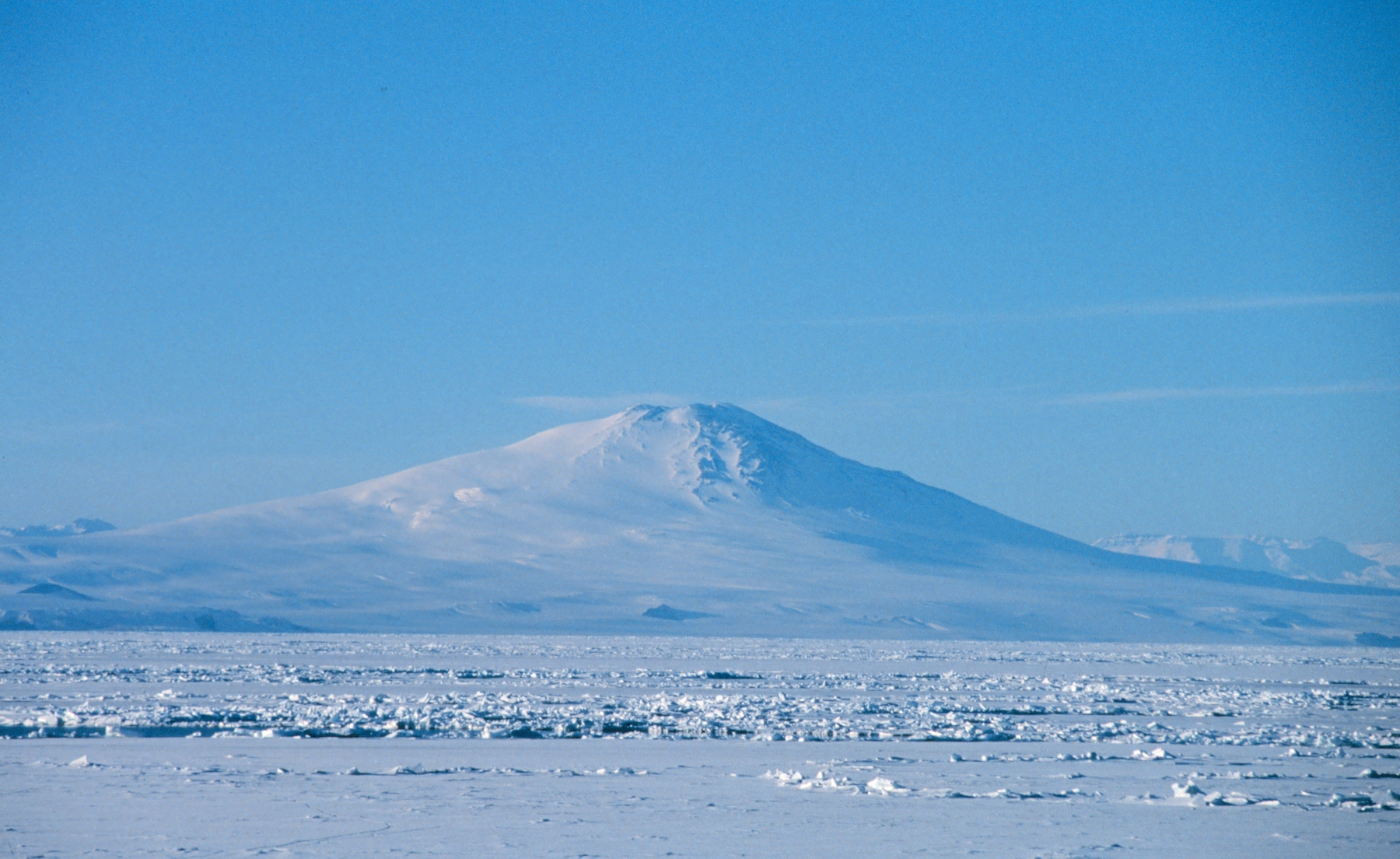
El monte Melbourne en la costa Borchgrevink.

La costa Borchgrevink es reclamada por Nueva Zelanda como parte de la Dependencia Ross, pero esa reclamación solo es reconocida por unos pocos países y desde la firma del Tratado Antártico en 1959, lo mismo que otras reclamaciones antárticas, ha quedado sujeta a sus disposiciones, por lo que Nueva Zelanda ejerce actos de administración y soberanía sobre el territorio sin interferir en las actividades que realizan otros estados en él.
El cabo Adare es el punto convencional que marca el inicio de los macizos de las montañas Transantárticas, límite entre los dos grandes sectores en que se divide el continente, por lo que la costa Borchgrevink ubicada al oriente del mismo se halla en la Antártida Occidental. Entre esos macizos costeros se hallan la cordillera Mountaineer y las montañas Admiralty, Victory y Southern Cross. Entre los glaciares que separan esos macizos se hallan el pedemontano Moubray, el Ironside, el Tucker, el Whitehall, el Borchgrevink, el Mariner, el Fitzgerald, el Icebreaker, el Aviator, y el Tinker.
El cabo Adare, una prominencia de basalto negro, fue descubierto en enero de 1841 por el capitán James Ross, quien lo nombró en honor de su amigo el vizconde Adare. Ross tomó posesión de la región izando la bandera del Reino Unido el 12 de enero de 1841 en las islas Possession, ubicadas a 5 millas al sudeste del cabo McCormick al sur del cabo Adare.
El nombre de costa Borchgrevink fue dado por el New Zealand Antarctic Place-Names Committee en 1961 en honor a Carsten Borchgrevink, quien viajó a esta región integrando la expedición de Henrik Johan Bull (1894–1895) que tomó tierra en el cabo Adare. Luego lideró la Expedición Southern Cross (1898–1900), la primera en invernar en la Antártida, lo que ocurrió al pasar el invierno los 10 hombres de la tripulación del Southern Cross en el cabo Adare. La expedición siguió la costa hasta el cabo Washington, tomando tierra en la isla Coulman y al pie del monte Melbourne.